# Elecciones provinciales de Formosa de 1962
Las elecciones generales de la provincia de Formosa de 1958 tuvieron lugar el domingo 14 de enero del mencionado año con el objetivo de renovar los cargos de Gobernador y Vicegobernador, así como 11 de las 24 bancas de la Cámara de Diputados provinciales, componiendo los poderes ejecutivo y legislativo para el período 1962-1966. Se celebraron unos meses antes que las elecciones legislativas de medio término a nivel nacional. Fueron las segundas elecciones desde la provincialización del territorio formoseño.
Los comicios se realizaron en el marco de la proscripción del peronismo o justicialismo, aunque para las elecciones el gobierno del presidente Arturo Frondizi permitió que se presentaran candidaturas de partidos con ideología peronista bajo un nombre diferente. José E. Guanes, de la oficialista Unión Cívica Radical Intransigente (UCRI), logró un estrecho triunfó con el 36,61% de los votos contra el 34,32% que logró Alberto Domingo Montoya, de la opositora Unión Cívica Radical del Pueblo (UCRP) y el 23,40% del exgobernador peronista Rolando de Hertelendy, que se presentaba bajo la bandera del Partido Demócrata Cristiano (PDC). Con respecto a la renovación del legislativo provincial, debido al sistema electoral de lista incompleta empleado entonces para la elección de diputados, la UCRI obtuvo 8 bancas contra 3 de la UCRP. Fue una de las pocas victorias provinciales de la UCRI durante la jornada, que perdió casi todos los gobiernos. La participación fue del 71,52% del electorado registrado.
Guanes y los legisladores electos debían asumir su mandato el 1 de mayo de 1962. Sin embargo, el 29 de marzo se produjo un golpe de Estado que derrocó al gobierno de Frondizi, intervino todas las provincias y anuló los comicios.

## Resultados

### Gobernador y Vicegobernador

#### Nivel general
|  | 36.61 % |

|  | 34.32 % |

|  | 23.41 % |

|  | 2.20 % |

|  | 1.74 % |

|  | 1.72 % |

|  | 98.11 % |

|  | 1.25 % |

|  | 0.64 % |

|  | 100.00 % |

|  | 71.52 % |

#### Resultados por departamento
| Departamento | Guanes (UCRI) | Guanes (UCRI) | Montoya (UCRP) | Montoya (UCRP) | De Hertelendy (PDC/PJ) | De Hertelendy (PDC/PJ) | Yege (UCR-F) | Yege (UCR-F) | (PS)  | (PS)  | (PDF) | (PDF) | Blancos | Nulos |
| Departamento | Votos         | %             | Votos          | %              | Votos                  | %                      | Votos        | %            | Votos | %     | Votos | %     | Blancos | Nulos |
| ------------ | ------------- | ------------- | -------------- | -------------- | ---------------------- | ---------------------- | ------------ | ------------ | ----- | ----- | ----- | ----- | ------- | ----- |
| Bermejo      | 791           | 44,31%        | 763            | 42,75%         | 72                     | 4,03%                  | 81           | 4,54%        | 49    | 2,75% | 29    | 1,62% | 30      | 2     |
| Capital      | 4.341         | 32,65%        | 3.700          | 27,83%         | 4.501                  | 33,85%                 | 252          | 1,90%        | 303   | 2,28% | 199   | 1,50% | 135     | 129   |
| Laishí       | 830           | 39,67%        | 656            | 31,34%         | 448                    | 21,40%                 | 15           | 0,72%        | 25    | 1.19% | 119   | 5,68% | 19      | 4     |
| Matacos      | 300           | 45,67%        | 328            | 49,91%         | 13                     | 1,98%                  | 7            | 1,07%        | 4     | 0,61% | 5     | 0,76% | 5       | 1     |
| Patiño       | 3.716         | 39,55%        | 3.286          | 34,97%         | 1.715                  | 18,25%                 | 391          | 4,16%        | 168   | 1,79% | 120   | 1,28% | 125     | 40    |
| Pilagás      | 492           | 32,93%        | 787            | 52,68%         | 166                    | 11,11%                 | 28           | 1,87%        | 13    | 0,87% | 8     | 0,54% | 17      | 4     |
| Pilcomayo    | 1.691         | 29,71%        | 2.367          | 41,58%         | 1.388                  | 24,39%                 | 67           | 1,18%        | 32    | 0,56% | 1,47  | 2,58% | 41      | 38    |
| Pirané       | 3.224         | 39,61%        | 2.789          | 34,27%         | 1.768                  | 21,72%                 | 106          | 1,30%        | 149   | 1,83% | 103   | 1,27% | 148     | 63    |
| Ramón Lista  | 193           | 75,10%        | 39             | 15,18%         | 5                      | 1,95%                  | 10           | 3,89%        | 7     | 2,72% | 3     | 1,17% | 4       | —     |
| Total        | 15.774        | 36,61%        | 14.793         | 34,32%         | 10.085                 | 23,41%                 | 946          | 2,20%        | 750   | 1,74% | 739   | 1,72% | 549     | 281   |

### Legislatura Provincial
| Partido/Alianza                                                   | Partido/Alianza                           | Bancas    | Bancas | Bancas  | Bancas | Electos |
| Partido/Alianza                                                   | Partido/Alianza                           | Obtenidas | +/-    | Totales | +/-    | Electos |
| ----------------------------------------------------------------- | ----------------------------------------- | --------- | ------ | ------- | ------ | --- |
|                                                                   | Unión Cívica Radical Intransigente (UCRI) | 8/11      | 1      | 17/24   | 2      | Ver electos: - José Curletti - Alfredo Enrique Labarthe - Benjamín Levi Vera - Manuel Parajón - Óscar Santiago Pernochi - Andrés Rébori - Enrique Sabas - Raúl Alberto Urtizberea |
|                                                                   | Unión Cívica Radical del Pueblo (UCRP)    | 3/11      | 1      | 7/24    | 1      | Ver electos: - Albino Fructuoso Barbieri Britos - Pedro Silvio Venica - Alfonso Andrés Vitti                                                                                      |
| Fuente: Legislatura de la Provincia de Formosa: Período 1962-1966 |                                           |           |        |         |        | |